# Bolborhynchoides exiguus
Bolborhynchoides exiguus är en hakmaskart som först beskrevs av Achmerov, et al 1941.  Bolborhynchoides exiguus ingår i släktet Bolborhynchoides och familjen Hypoechinorhynchidae. Inga underarter finns listade i Catalogue of Life.